# 474 (số)
474 (bốn trăm bảy mươi tư) là một số tự nhiên ngay sau 473 và ngay trước 475.